# توماس دوغاتي
توماس دوغاتي (بالإنجليزية: Thomas Doughty)‏ هو رسام أمريكي، ولد في 19 يوليو 1793 في فيلادلفيا في الولايات المتحدة، وتوفي في 22 يوليو 1856 في نيويورك في الولايات المتحدة.

## معرض صور

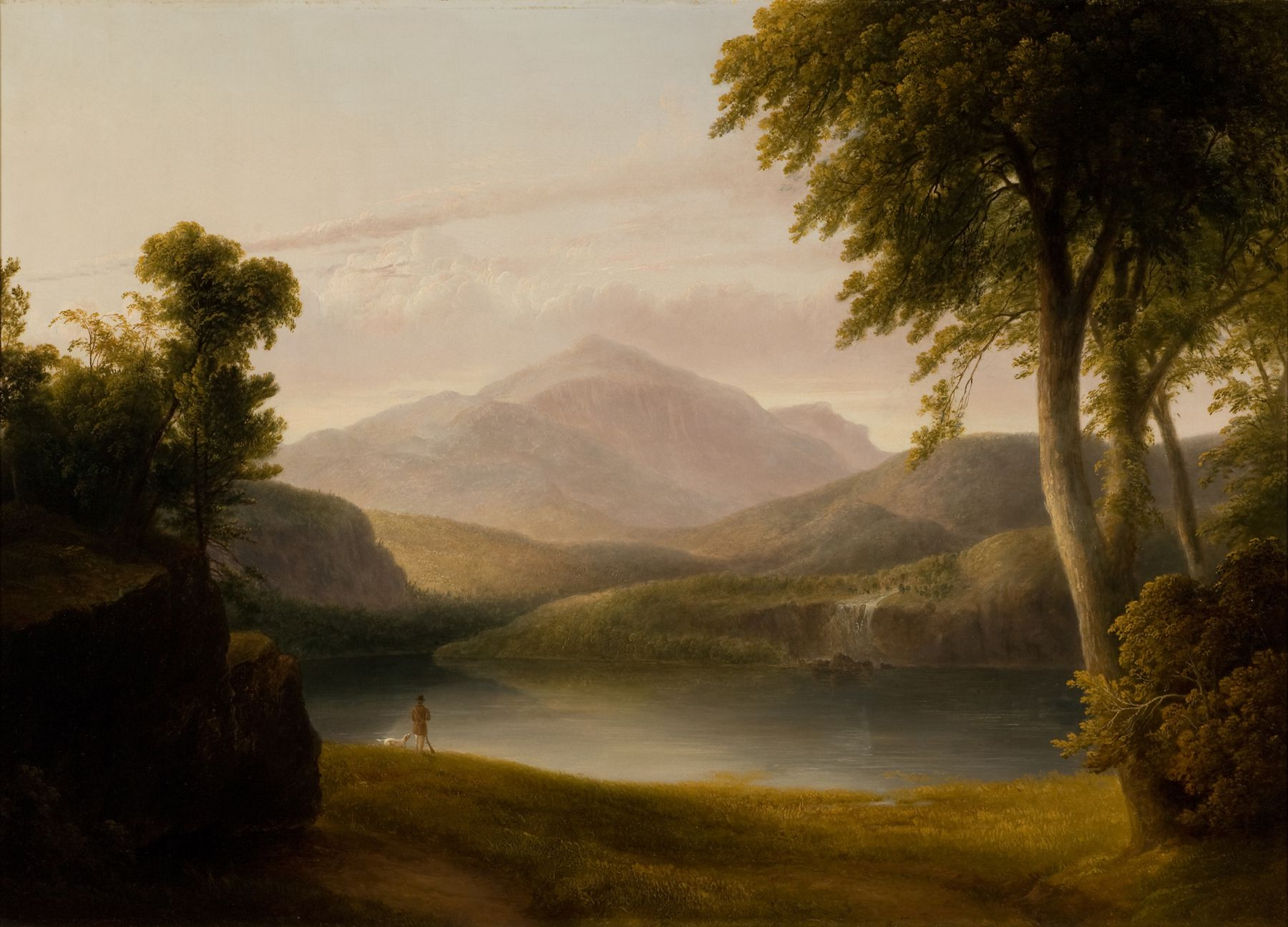
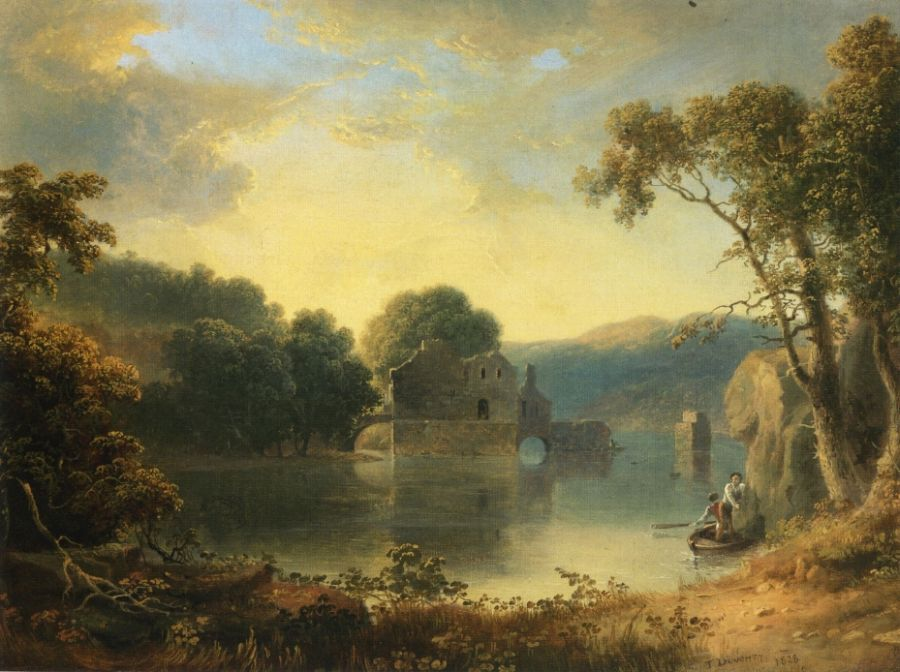
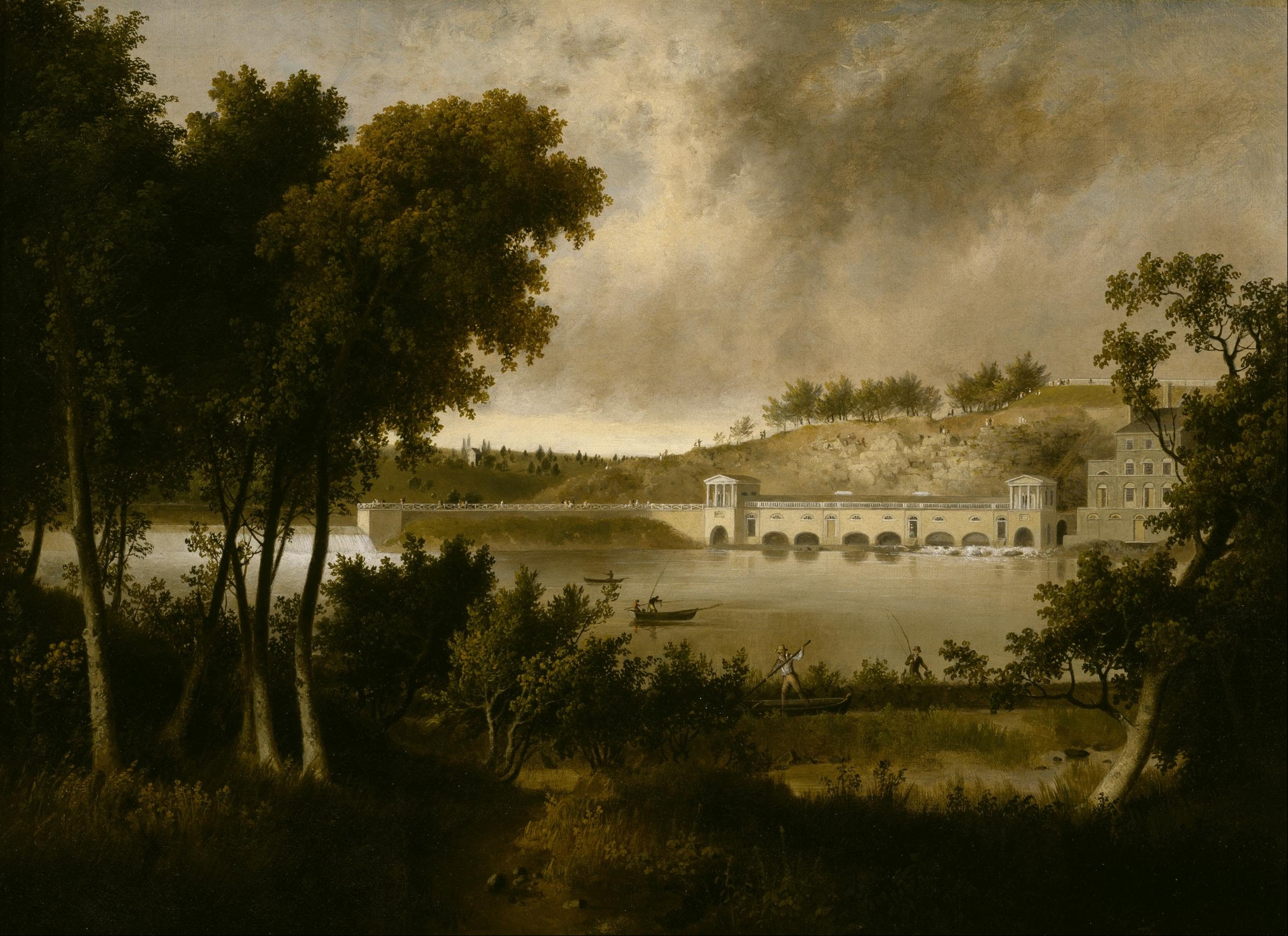
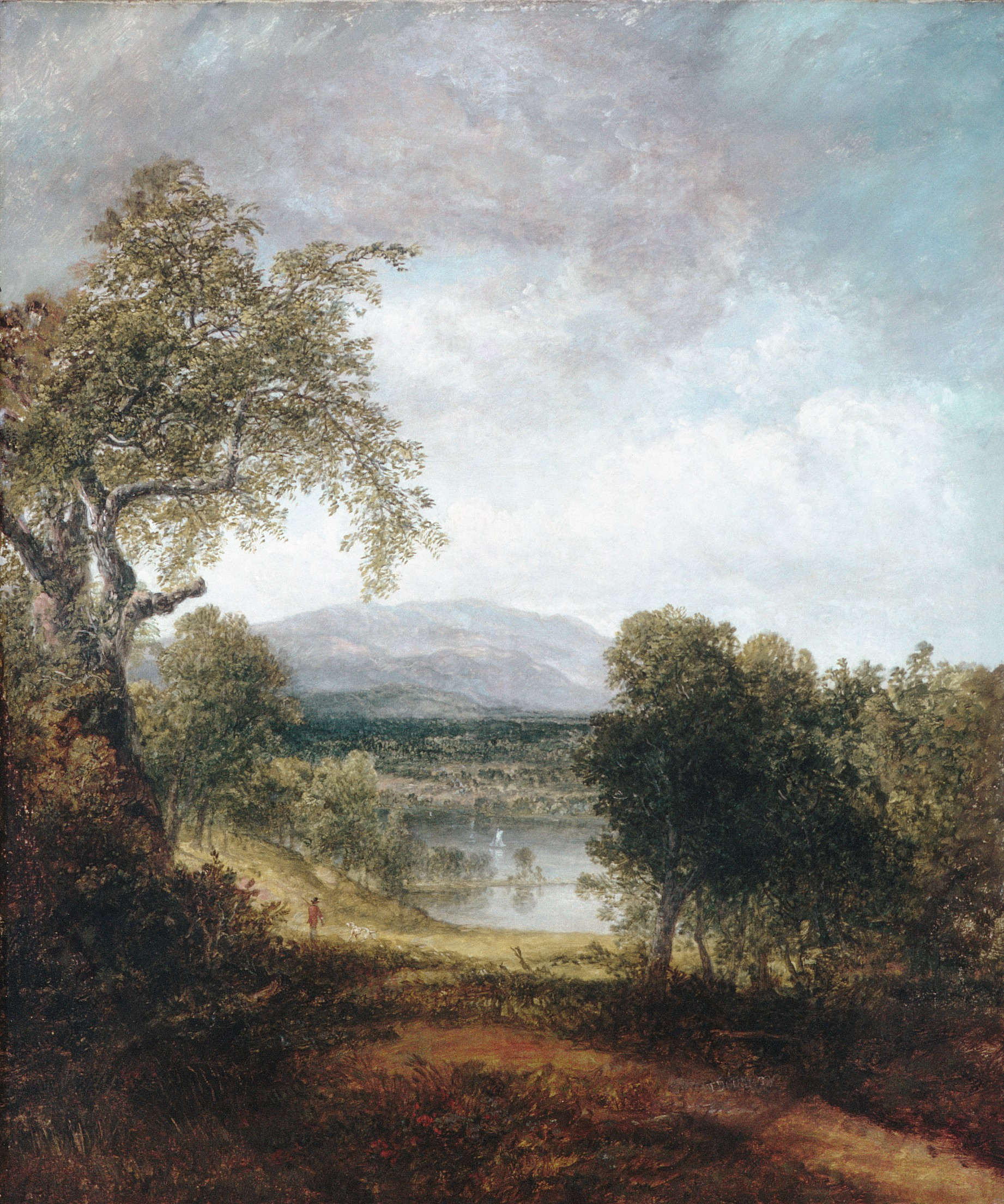
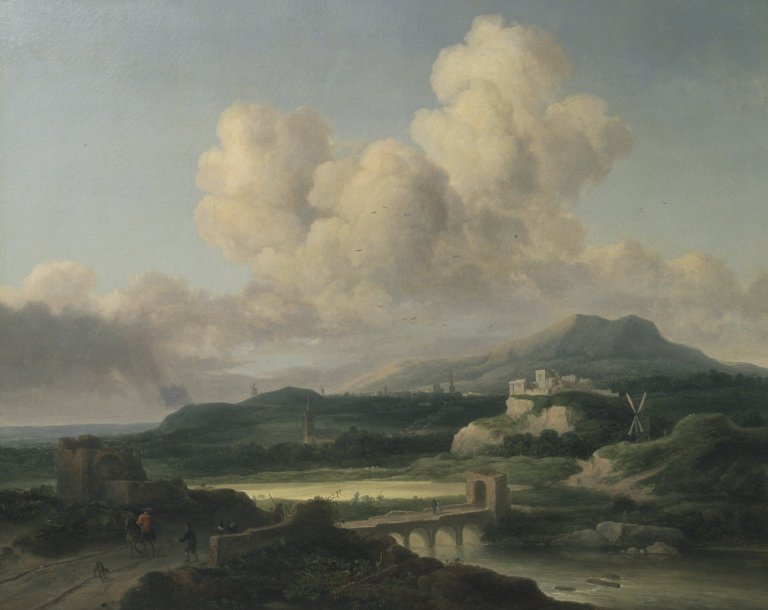
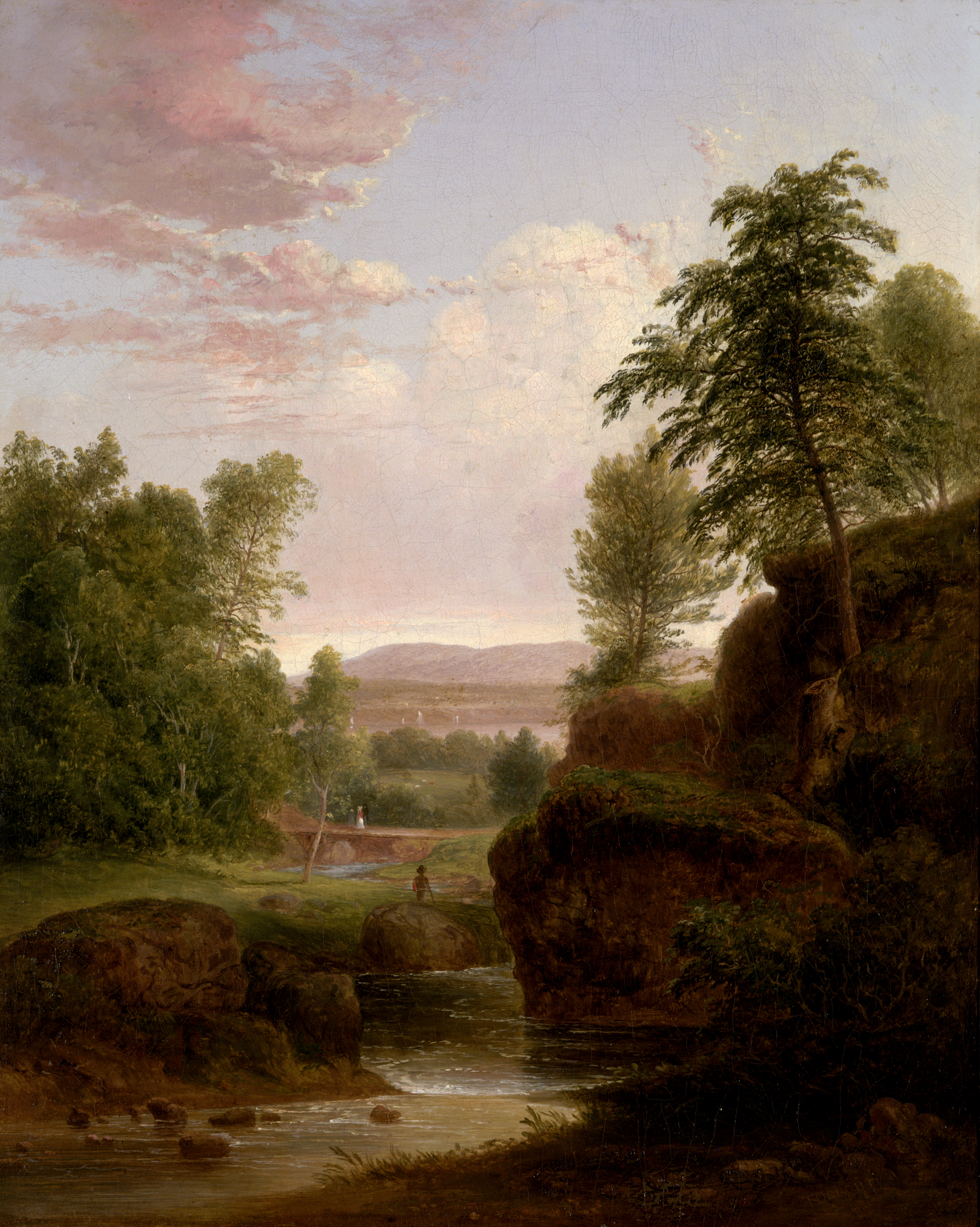

## وصلات خارجية
- توماس دوغاتي على موقع الموسوعة البريطانية (الإنجليزية)